# 清原万里江
清原 万里江（きよはら まりえ、1987年1月12日 - ）は、滋賀県出身の元女子サッカー選手・指導者。現役時代のポジションはディフェンダーおよびミッドフィールダー。

## 経歴
中学生時代は滋賀県所在のクラブチーム、おおつヴィクトリーズSCでプレー。
中学校卒業時、家庭の都合で鹿児島県に転居。神村学園高等部に進学し、サッカー部に入部した。同級生に有馬静佳、伊藤美菜子、口木未来、齋田由貴らがいる。全日本高等学校女子サッカー選手権大会に3年連続出場し、3年時にはキャプテンとして優勝を経験。
高校卒業後、立命館大学進学のために単身関西に戻り、宝塚バニーズレディースサッカークラブに入団。翌年非社員選手として、河上恵実子とともにTASAKIペルーレFCに加入した。
2008年度をもってTASAKIが休部し、日本女子サッカーリーグからの脱退と同時にLリーガーとしては一度現役を引退。
翌年神村学園高等部に社会科教諭として赴任。
同時に中等部および高等部女子サッカー部コーチに就任した。
2011年、神村学園高等部を退職し福岡J・アンクラスに入団。2013年、伊賀フットボールクラブくノ一に移籍。 
2016年、バニーズ京都SCへ移籍。宝塚バニーズ以来、10年ぶりの復帰となった。同シーズン終了後、現役を引退した。 

## 個人成績
| 国内大会個人成績 | 国内大会個人成績         | 国内大会個人成績 | 国内大会個人成績 | 国内大会個人成績 | 国内大会個人成績 | 国内大会個人成績 | 国内大会個人成績 | 国内大会個人成績 | 国内大会個人成績 | 国内大会個人成績 | 国内大会個人成績 |
| 年度             | クラブ                   | 背番号           | リーグ           | リーグ戦         | リーグ戦         | リーグ杯         | リーグ杯         | オープン杯       | オープン杯       | 期間通算         | 期間通算         |
| 年度             | クラブ                   | 背番号           | リーグ           | 出場             | 得点             | 出場             | 得点             | 出場             | 得点             | 出場             | 得点             |
| 日本             | 日本                     | 日本             | 日本             | リーグ戦         | リーグ戦         | リーグ杯         | リーグ杯         | 皇后杯           | 皇后杯           | 期間通算         | 期間通算         |
| ---------------- | ------------------------ | ---------------- | ---------------- | ---------------- | ---------------- | ---------------- | ---------------- | ---------------- | ---------------- | ---------------- | ---------------- |
| 2005             | 宝塚バニーズレディースSC | 4                | L・リーグ1部(L1) | 19               | 1                | -                | -                | 1                | 0                | 20               | 1                |
| 2006             | TASAKIペルーレFC         | 14               | L・リーグ1部(L1) | 3                | 0                | -                | -                | 3                | 4                | 6                | 4                |
| 2007             | TASAKIペルーレFC         | 14               | L・リーグ1部(L1) | 20               | 1                | 3                | 1                | 3                | 0                | 26               | 2                |
| 2008             | TASAKIペルーレFC         | 14               | L・リーグ1部(L1) | 13               | 2                | -                | -                | 0                | 0                | 13               | 2                |
| 2011             | 福岡J・アンクラス        | 4                | なでしこ         | 15               | 2                | -                | -                | 1                | 0                | 16               | 2                |
| 2012             | 福岡J・アンクラス        | 8                | なでしこ         | 15               | 0                | 4                | 0                | 2                | 0                | 21               | 0                |
| 2013             | 伊賀FCくノ一             | 22               | なでしこ         | 9                | 1                | 8                | 0                | 0                | 0                | 17               | 1                |
| 2014             | 伊賀FCくノ一             | 22               | なでしこ         | 8                | 1                | -                | -                | 2                | 0                | 10               | 1                |
| 2015             | 伊賀FCくノ一             | 22               | なでしこ1部      | 6                | 1                | -                | -                | 0                | 0                | 6                | 1                |
| 2016             | バニーズ京都SC           | 3                | チャレンジWEST   | 18               | 2                | -                | -                | 2                | 0                | 20               | 2                |
| 通算             | 日本                     | 日本             | 1部              | 108              | 9                | 15               | 1                | 12               | 4                | 135              | 14               |
| 通算             | 日本                     | 日本             | 3部              | 18               | 2                | -                | -                | 2                | 0                | 20               | 2                |
| 総通算           | 総通算                   | 総通算           | 総通算           | 126              | 11               | 15               | 1                | 14               | 4                | 155              | 16               |

## タイトル
- 全日本高等学校女子サッカー選手権大会 - 優勝 (2004年)

## 代表・選抜歴
- U-15滋賀県選抜
- U-18鹿児島県選抜 - 全日本女子ユース (U-18)サッカー選手権大会出場 (2004年)
- U-18女子日本代表
- U-19女子日本代表
- ユニバーシアードサッカー日本女子代表 - バンコク大会(2007年)出場[5]
- 国民体育大会 滋賀県選抜（2007年）、鹿児島県選抜（2009年）、三重県選抜（2015年）

## 指導歴
- 神村学園中等部･高等部女子サッカー部コーチ (2009年 - 2010年)
- 鹿児島県女子サッカー連盟 トライアルFA･フェルティバル関係 O-13担当コーチ (2009年 - 2010年)[6]